# In Jener Nacht
In Jener Nacht es el título del tercer álbum de estudio del grupo alemán de folk rock, dArtagnan. Lanzado el 15 de marzo de 2019 bajo producción de Sony Music. El álbum cuenta con un sonido un tanto diferente a los anteriores trabajos de la agrupación, dada la adición del violinista Gustavo Strauss, quien debuta en la banda como reemplazo de Felix Fischer.
Cuenta el líder y fundador de la agrupación, Ben Metzner, que el título del álbum y de la primera canción «In jener nacht» (traducido como «Aquella noche») se debe a la noche en que conocieron a Gustavo Strauss. Ya que tras la salida de Felix Fischer de la banda, la agrupación vio cercana la posibilidad de disolverse. Cuando conocieron a Strauss durante su casting, rápidamente congeniaron y, tras el ensayo, los miembros de la banda junto con Strauss terminaron tomando cerveza juntos en un balcón hasta las 6 de la mañana. Metzner menciona que es «aquella noche» a la que se refiere en este álbum.

## Lista de canciones
| N.º   | Título | Escritor(es)                              | Duración |  |
| 1.    | «In Jener Nacht» | Ben Metzner, Tim Bernard                  | 3:48     |  |
| 2.    | «Flucht Nach Vorn» | Ben Metzner, Tim Bernard                  | 2:51     |  |
| 3.    | «Chanson De Roland» | Ben Metzner                               | 3:16     |  |
| 4.    | «Einer Für Alle Für Ein'» | Ben Metzner                               | 2:56     |  |
| 5.    | «Pech Oder Glück» (Basada en el tema “The Last Unicorn” de Jimmy Webb)                                                                | Ben Metzner, Jimmy Webb, Tim Bernard      | 3:18     |  |
| 6.    | «Endlich Frei» | Ben Metzner, Tim Bernard                  | 3:13     |  |
| 7.    | «Entfache Mein Feuer» | Ben Metzner, Tim Bernard, Gustavo Strauss | 4:20     |  |
| 8.    | «Wir Haben Nichts» | Ben Metzner                               | 3:14     |  |
| 9.    | «Drei Nymphen» | Ben Metzner                               | 2:58     |  |
| 10.   | «Sprengt Die Ketten» | Ben Metzner, Tim Bernard                  | 3:06     |  |
| 11.   | «Strafe Muss Sein» | Robin Felder, Felix Heldt, Ben Metzner    | 3:07     |  |
| 12.   | «Sing Mir Ein Lied (Skye Boat Song)» (Cover del tema tradicional The Skye Boat Song, basado en la adaptación para la serie Outlander) | Ben Metzner                               | 3:14     |  |
| 13.   | «Die Welt In Der Wir Leben» | Ben Metzner, Peter Henrici                | 3:02     |  |
| 14.   | «Wallenstein» | Ben Metzner                               | 4:08     |  |
| 46:31 | |                                           |          |  |

## Créditos

### Alineación principal
- Ben Metzner - Voz principal, Gaita, Uilleann pipes, Flauta irlandesa, Buzuki irlandés, Concertina, Mandolina, Lira, Laúd, Melódica, Guitarra acústica y Piano
- Tim Bernard - Guitarra acústica y Coros
- Gustavo Strauss - Violín y Coros

### Músicos invitados
- Haiko Heinz - Guitarra eléctrica y Coros
- Sebastian Baumann - Bajo
- Matthias Böhm - Batería
- Senta Studer - Coros en pista 9
- The Dark Tenor - Voz en pista 12

### Producción
- Producido por Thomas Heimann-Trosien.
- Grabado, mezclado y masterizado por Thomas Heimann-Trosien en Turnstyle-Mastering & Musikproduktion, en Berlín.

### Diseño
- Nikolaj Georgiew - Fotografía
- Svenja Metzner (Momo Indigo) - Diseño de vestuario